# Пьедимонте-Этнео
Пьедимонте-Этнео (итал. Piedimonte Etneo) — коммуна в Италии, располагается в регионе Сицилия, подчиняется административному центру Катания.
Население составляет 3671 человек, плотность населения составляет 141 чел./км². Занимает площадь 26 км². Почтовый индекс — 95017. Телефонный код — 095.
Покровителем коммуны почитается святой Игнатий. Праздник ежегодно празднуется 31 июля.